# Xã Clay, Quận Scioto, Ohio
Xã Clay (tiếng Anh: Clay Township) là một xã thuộc quận Scioto, tiểu bang Ohio, Hoa Kỳ. Năm 2010, dân số của xã này là 3.690 người.